# Amit Elor
Amit Elor (n. 1 ianuarie 2004, Walnut Creek⁠(d), California, SUA) este o luptătoare ce a reprezentat Statele Unite ale Americii, medaliată olimpică. A participat la o ediție a Jocurilor Olimpice (2024) în care a câștigat o medalie de aur.